# Richard North Patterson
Richard North Patterson este un scriitor american de thriller.